# Alpi Breonie Occidentali
Le Alpi Breonie Occidentali (dette anche Catena Pan di Zucchero-Habicht - Südliche Stubaier Alpen in tedesco) sono un gruppo montuoso delle Alpi Orientali. Si trovano lungo il confine tra l'Italia (provincia autonoma di Bolzano) e l'Austria (Tirolo).
Costituiscono la parte occidentale delle Alpi Breonie.

## Classificazione
La SOIUSA le vede come un supergruppo alpino con la seguente classificazione:
- Grande parte = Alpi Orientali
- Grande settore = Alpi Centro-orientali
- Sezione = Alpi Retiche orientali
- Sottosezione = Alpi dello Stubai
- Supergruppo = Alpi Breonie Occidentali
- Codice = II/A-16.II-A

## Delimitazioni
Ruotando in senso orario i limiti geografici delle Alpi Breonie Occidentali  sono i seguenti: Passo del Rombo, Ötztal, Sulztal, Mutterberger Joch, Stubaital, Wipptal, Passo del Brennero, Alta Valle Isarco, Val del Giovo, Passo di Monte Giovo, Val Passiria, Passo del Rombo.

## Suddivisione
Secondo la SOIUSA le Alpi Breonie Occidentali sono suddivise in due gruppi e cinque sottogruppi:
- Gruppo di Ridanna (1)
  - Gruppo del Pan di Zucchero i.s.a. (1.a)
    - Nodo della Croda Nera di Malavalle (1.a/a)
    - Gruppo del Pan di Zucchero p.d. (1.a/b)

  - Nodo della Cima del Lago Nero (1.b)
  - Catena Cima Libera-Accla (1.c)
    - Catena di Cima Libera (1.c/a)
    - Nodo del Monarso (1.c/b)
    - Costiera dell'Accla (1.c/c)
    - Catena del Monte della Neve (1.c/d)
- Gruppo Tribulaun-Habicht (2)
  - Catena Habicht-Serles (2.a)
    - Catena Habicht-Elfer (2.a/a)
    - Nodo del Sarles (2.a/b)

  - Gruppo del Tribulaun (2.b)
    - Costiera del Tribulaun (2.b/a)
    - Catena del Monte San Lorenzo (2.b/b)

Il Gruppo di Ridanna occupa la parte sud-occidentale delle Alpi Breonie Occidentale e prende il nome dalla Val Ridanna che si incunea al suo interno. Il Gruppo Tribulaun-Habicht occupa la parte nord-orientale. I due gruppi sono separati dalla Forcella di Fleres.

## Montagne

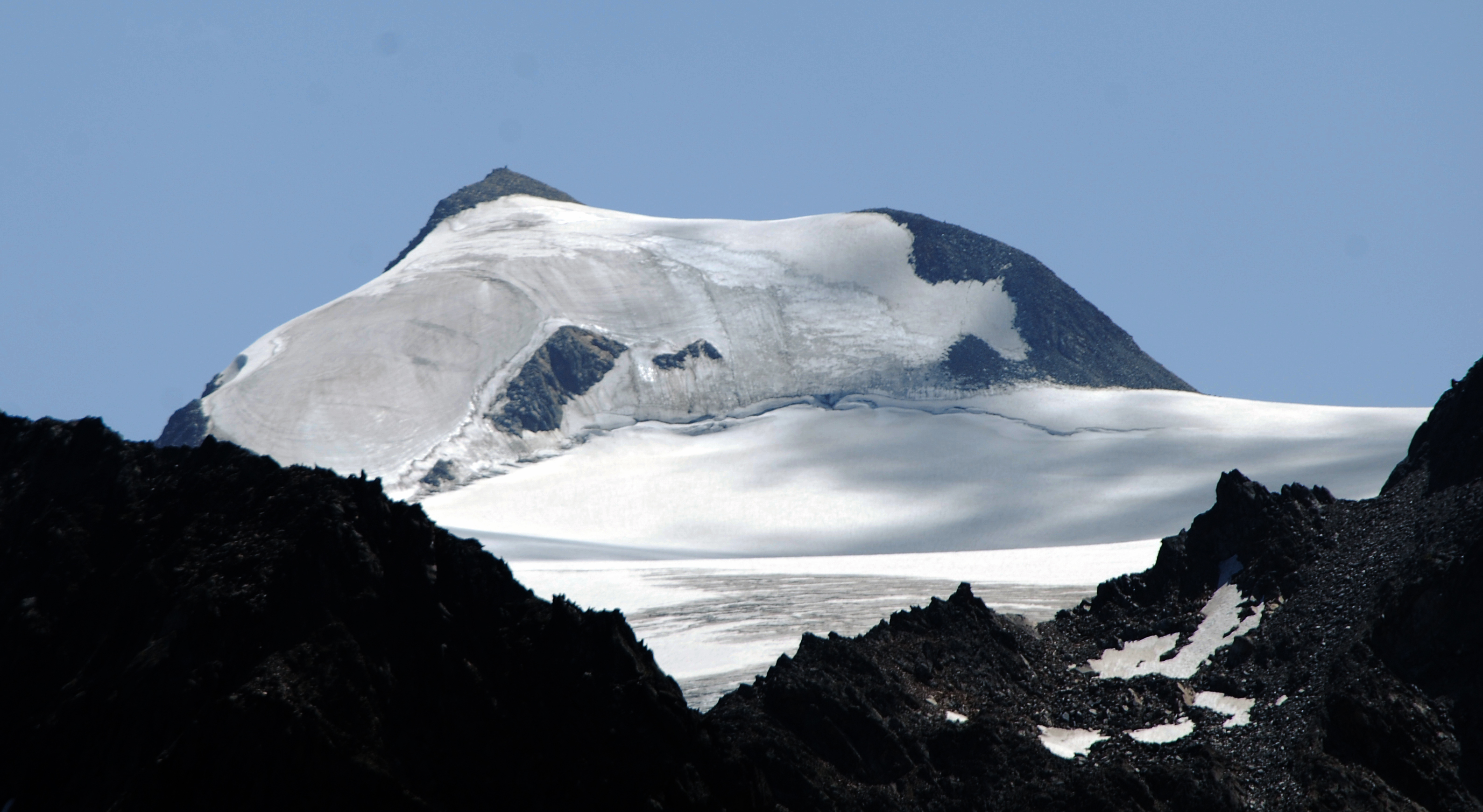
La Cima del Prete.

Le montagne principali delle Alpi Breonie Occidentali sono:

## Rifugi
Per facilitare l'escursionismo e la salita alle vette il gruppo montuoso è dotato di diversi rifugi:
- Rifugio Gino Biasi al Bicchiere (Becherhütte) - 3.190 m
- Rifugio Cima Libera (Muellerhütte) - 3.148 m
- Rifugio Vedretta Pendente (Teplitzer Hütte) - 2.586 m
- Rifugio Cremona alla Stua (Magdeburgher Hütte) - 2.423 m
- Rifugio Calciati al Tribulaum - 2.368 m
- Rifugio Monteneve (Schneeberghütte) - 2.355 m
- Rifugio Vedretta Piana (Grohmannhütte) - 2.254 m